# Viktorija Nikišinová
Viktorija Alexandrovna Nikišinová (* 9. září 1984 Moskva, Sovětský svaz) je bývalá ruská sportovní šermířka, která se specializovala na šerm fleretem.
Rusko reprezentovala v prvním desetiletí jednadvacátého století. Na olympijských hrách startovala v roce 2008 v soutěži jednotlivkyň a družstev. V roce 2005 obsadila třetí místo na mistrovství Evropy. S ruským družstvem fleretistek vybojovala na olympijských hrách 2008 zlatou olympijskou medaili. V roce 2003 vybojovala s družstvem druhé místo na mistrovství světa a s družstvem získala v roce 2008 titul mistryň Evropy.